# Raionul Mala Vîska, Kirovohrad
Mala Vîska (în ucraineană Маловисківський район, transliterat: Malovîskivskîi raion) este un raion în regiunea Kirovohrad, Ucraina. Reședința sa este orașul Mala Vîska.

## Demografie
Componența lingvistică a raionului Mala Vîska
     Ucraineană (89,34%)
     Rusă (9,56%)
     Alte limbi (0,83%)
Conform recensământului din 2001, majoritatea populației raionului Mala Vîska era vorbitoare de ucraineană (89,34%), existând în minoritate și vorbitori de rusă (9,56%).